# Nethaneel Mitchell-Blake
Nethaneel Mitchell-Blake (né le 2 avril 1994 à Londres) est un athlète britannique spécialiste du 200 m. Vice-champion d'Europe du 200 m à Berlin en 2018, il remporte plusieurs médailles internationales avec le relais 4 x 100 m britannique : une en or aux Mondiaux de Londres en 2017 et deux en argent aux Mondiaux de Doha en 2019 et aux Jeux olympiques de Tokyo en 2021.

## Biographie
Le 20 juillet 2013 à Rieti, il bat son record personnel en 20 s 62 pour remporter le titre des Championnats d'Europe juniors. 
Le 14 mai 2016, Mitchell-Blake devient le 10e européen à briser la barrière des 20 s sur 200 m, réalisant 19 s 95. Cette performance le tient à seulement 8/100 des 19 s 87 du record national de John Regis.

### Champion du monde du 4 x 100 m (2017)
Le 13 mai 2017, il passe également sous la barrière des dix secondes sur 100 m, réalisant 9 s 99. Il devient alors le 5e athlète européen à descendre à la fois sous les 10 s (100 m) et les 20 s (200 m). Le 10 août de la même année, il échoue au pied du podium des Championnats du monde de Londres sur 200 m, devant son public, en 20 s 24. Il se rattrape avec le relais 4 x 100 m où il devient champion du monde en 37 s 47, battant par la même occasion le record d'Europe de 37 s 73 datant de 1998. Les Britanniques devancent les États-Unis (37 s 52) et le Japon (38 s 04).
En début de saison 2018, il remporte le meeting de Baton Rouge en 10 s 08 (+ 2,0 m/s). Le 9 août, il devient vice-champion d'Europe du 200 m en 20 s 04 lors des championnats d'Europe de Berlin, derrière le Turc Ramil Guliyev (19 s 76).

### Vice-champion du monde et olympique du 4 x 100 m (2019-2021)
Aux Mondiaux de Doha en octobre 2019, Mitchell-Blake et ses coéquipiers britanniques ne conservent pas leur titre mondial sur 4 x 100 m mais parviennent tout de même à décrocher la médaille d'argent derrière les Etats-Unis en 37 s 36, améliorant leur propre record d'Europe établi deux ans auparavant.
Deux ans plus tard aux Jeux Olympiques de Tokyo, Mitchell-Blake est aligné en tant que dernier relayeur pour la finale du 4 x 100 m, en compagnie de Chijindu Ujah,Zharnel Hughes et Richard Kilty. Prenant le témoin en première position, il est cependant rattrapé par l'Italien Filippo Tortu qui le coiffe sur la ligne pour un centième de seconde. Les Italiens sont sacrés champions olympiques en 37 s 50 tandis que les Britanniques doivent se contenter de l'argent en 37 s 51. Le quatuor est déchu de sa médaille en février 2022 après le contrôle positif de Ujah en août 2021.
Il remporte la médaille de bronze du relais 4 × 100 m des championnats du monde 2022, à Eugene, derrière le Canada et  les États-Unis.

## Palmarès
| Date | Compétition                   | Lieu             | Résultat | Épreuve   | Temps   |
| ---- | ----------------------------- | ---------------- | -------- | --------- | ------- |
| 2013 | Championnats d'Europe juniors | Rieti            | 1er      | 200 m     | 20 s 62 |
| 2013 | Championnats d'Europe juniors | Rieti            | 5e       | 4 x 100 m | 40 s 09 |
| 2016 | Championnats d'Europe         | Amsterdam        | 5e       | 200 m     | 20 s 60 |
| 2017 | Championnats du monde         | Londres          | 4e       | 200 m     | 20 s 24 |
| 2017 | Championnats du monde         | Londres          | 1er      | 4 x 100 m | 37 s 47 |
| 2017 | Ligue de diamant              | Ligue de diamant | 7e       | 200 m     | 20 s 33 |
| 2018 | Championnats d'Europe         | Berlin           | 2e       | 200 m     | 20 s 04 |
| 2018 | Ligue de diamant              | Ligue de diamant | 8e       | 200 m     | 20 s 53 |
| 2019 | Relais mondiaux de l'IAAF     | Yokohama         | 3e       | 4 x 100 m | 38 s 15 |
| 2019 | Championnats du monde         | Doha             | 2e       | 4 x 100 m | 37 s 36 |
| 2021 | Jeux Olympiques               | Tokyo            | ―        | 4 x 100 m | DQ      |
| 2022 | Championnats du monde         | Eugene           | 3e       | 4 × 100 m | 37 s 83 |
| 2022 | Jeux du Commonwealth          | Birmingham       | 1er      | 4 × 100 m | 38 s 35 |
| 2022 | Championnats d'Europe         | Munich           | 2e       | 200 m     | 20 s 17 |
| 2022 | Championnats d'Europe         | Munich           | 1er      | 4 x 100 m | 37 s 67 |
| 2024 | Jeux olympiques               | Paris            | 3e       | 4 × 100 m | 37 s 61 |

## Records
| Épreuve | Épreuve   | Temps   | Lieu                              | Date                                           |
| ------- | --------- | ------- | --------------------------------- | ---------------------------------------------- |
| 60 m    | En salle  | 6 s 65  | Baton Rouge Albuquerque Nashville | 19 février 2016 4 février 2017 24 février 2017 |
| 100 m   | Plein air | 9 s 99  | Columbia                          | 13 mai 2017                                    |
| 200 m   | Plein air | 19 s 95 | Tuscaloosa                        | 14 mai 2016                                    |